# Thomas Robinson (attore)
Thomas Robinson (Albuquerque, 9 luglio 2002) è un attore bambino statunitense.

## Biografia
Fratello minore dell'attore Bryce, dopo alcuni ruoli televisivi è stato protagonista, all'età di 6 anni (all'epoca delle riprese), del film Due cuori e una provetta, al fianco di Jennifer Aniston e Jason Bateman. Nel 2015, ha interpretato il personaggio di George Clooney da bambino nel film Disney Tomorrowland - Il mondo di domani.

## Filmografia

### Cinema
- Due cuori e una provetta (The Switch), regia di Will Speck e Josh Gordon (2010)
- Tomorrowland - Il mondo di domani (Tomorrowland), regia di Brad Bird (2015)

### Televisione
- Heroes – serie TV, episodio 3x04 (2008)
- R.L. Stine's The Haunting Hour – serie TV, episodio 1x03 (2010)
- The Protector – serie TV, 13 episodi (2011)
- Arrested Development - Ti presento i miei (Arrested Development) – serie TV, episodio 4x05 (2013)
- Le regole del delitto perfetto (How to Get Away with Murder) – serie TV, episodio 1x08 (2014)
- Harvey Beaks – serie TV, 38 episodi (2015-2017) - doppiatore

## Doppiatori italiani
Nelle versioni in italiano dei suoi film e serie televisive, Thomas Robinson è stato doppiato da:
- Lorenzo D'Agata in Tomorrowland - Il mondo di domani
- Jolanda Granato in Harvey Beaks
- Tito Marteddu in Due cuori e una provetta
- Riccardo Suarez in The Protector